# Кашмірський шиваїзм

Шрі Янтра.

Серед численних даршанів індійської філософії кашмірський шиваїзм  характеризується різними вченими як ідеалістичний монізм, (абсолютний ідеалізм, теїстичний монізм, реалістичний ідеалізм, фундаменталістський монізм).
Свідомість для кашмірських шиваїстів є єдиною реальністю, в якій між феноменальним світом і Богом є лише ілюзорне сприйняття дуальності людиною, на відміну від адвайти-веданти, де світ є лише ілюзія.
Кашмірський шиваїзм виник у восьмому — дев'ятому століттях у Кашмірі та домігся значних результатів у галузі філософії та теології до кінця дванадцятого століття.
Кашмірський шиваїзм почасти нагадує індійський тантризм, і обидва мають своїм ключовим символом Шрі Янтру.
Кашмірський шиваїзм ще має назву «тріка».

## Походження
Система Кашмірського шиваїзму базується на тантричному знанні, яке було загублено ще до початку Калі Юґи, тоді Шива прийняв форму Шріканті на вершині гори Кайлаш, де він, частково втілившись в ріші Дурвасу, передав йому тантричне знання, включаючи абгеду, бгедабгеду та бгеду, як це описано в Бгайрава-тантрі, Рудра-тантрі та Шива-тантрі. Марно шукав Дурваса гідних учнів для передачі потаємного знання, зусиллям думки він створив трьох синів, старшому Тріамбаці передав та повелів поширювати моністичну абгеду, яка відома тепер як Кашмірський шиваїзм.

## Основні поняття

### Ануттара, Вище
Ануттара  — «Вище», «Початкове», «Неперевершена дійсність» — єдина основа світобудови.
В дійсності існує лише вища Свідомість, яке має назву Ануттара (Парасамвіт, Парамашива), яка виявляється в динамічній взаємодії (спанда) двох образів Єдиного — Пракаші (світла Свідомості) та вімарші (сили самосвідомості, віддзеркалення) — або Шиви і Шакті.
Практик усвідомлює себе невіддільним від вищої Свідомості (тому метод називається пратьябгіджня «впізнавання») та бачить світ як гру (чідвіласа, кріда) Єдиного. Подібний стан свідомості викликається виключно доброю волею Шиви (ануграха «милість») — спонтанно, але передбачений і поступовий шлях (крама) — який веде так само до кінцевого усвідомлення Єдності та блаженства..

### Ахам, серце Шиви
Ахам  — розуміння вищої дійсності як серця — зосередження чистого «Я є», нерозділений внутрішній стан Шиви, який підтримує проявлене та відбивається в Шакті.
В санскритському алфавіті а — перша буква, ототожнюється з Шивою, ха — остання — Шакті, ахам символізує їх з'єднання.